# 青蓝鸦
青蓝鸦（学名：Cyanocorax caeruleus）是鸦科蓝鸦属的一种，分布于阿根廷、巴西和乌拉圭。全球活动范围约为519,000平方千米。该物种的保护状况被评为近危。
青蓝鸦的平均体重约为272.0克。栖息地包括亚热带或热带的湿润低地林和亚热带或热带严重退化的前森林。